# Zonzeel
Zonzeel is de naam van een voormalige buurtschap tussen Hooge Zwaluwe, Zevenbergschen Hoek en Wagenberg gelegen. Naar deze buurtschap is de Groote Zonzeelsche Polder vernoemd, alsmede een boerderij die zich in dit gebied bevindt. Deze polder is een grootschalig landbouwgebied.
De naam Zonzeel is tevens de naam van een natuurgebied van ongeveer 100 ha dat zich ten noordoosten van deze polder bevindt, ten westen van Hooge Zwaluwe. Dit gebied, dat eigendom is van Staatsbosbeheer, is veel kleinschaliger en dateert nog van vóór de Sint-Elisabethsvloed van 1421 Het gebied, gelegen op de Naad van Brabant, kende een traditie van moernering. Er zijn nog petgaten te vinden die ten behoeve van de turfwinning zijn gegraven. De zure, venige ondergrond en de hoge grondwaterstand maakten het gebied enkel geschikt voor hooiland en weiland. Men vindt langs de slootranden nog kensoorten voor schrale omstandigheden, zoals tweerijige zegge, blauwe zegge en kamvaren. Naast weilanden zijn ook enkele jonge loofbosjes in het gebied te vinden. Zeer natte delen worden als dotterhooiland beheerd. Het gebied herbergt weide- en moerasvogels. Tot de broedvogels behoren zomertaling, bruine kiekendief, watersnip, grutto, blauwborst en gele kwikstaart.